# Equipo de Copa Davis de República del Congo
El Equipo de Copa Davis de República del Congo es el representativo de República del Congo en la máxima competición internacional a nivel de naciones del tenis y está regido por la Federación Congoleña de Tenis sobre hierba.
Compitió en su primera Copa Davis en 1991. Han ganado solo una de sus 42 eliminatorias hasta la fecha, derrotando a Etiopía para terminar cuarto en su grupo del Grupo III en 1995. No compitieron desde 1998 hasta 2009, pero regresaron para la competencia de 2010 para luego participar de forma alterna en las ediciones 2014 y 2019.

## Plantel actual (2019 – 2020)
- Brasny Ntomosso
- Fulgence Ntsiba
- Habib-Gildas Lhebath
- Armel Mokobo

## Resultados
| Edición | Zona                                      | Rival      | Sede        | Resultado |
| ------- | ----------------------------------------- | ---------- | ----------- | --------- |
| 1991    | Europa/África – Grupo II África 1.ª Ronda | Kenia      | Nairobi     | 0 – 5     |
| 1992    | Europa/África – Grupo III                 | Senegal    | Túnez       | 0 – 3     |
| 1992    | Europa/África – Grupo III                 | Camerún    | Túnez       | 1 – 2     |
| 1992    | Europa/África – Grupo III                 | Túnez      | Túnez       | 0 – 3     |
| 1992    | Europa/África – Grupo III                 | Argelia    | Túnez       | 0 – 3     |
| 1992    | Europa/África – Grupo III                 | Sudáfrica  | Túnez       | 0 – 3     |
| 1993    | Europa/África – Grupo III Zona A          | Zambia     | Lusaka      | 0 – 3     |
| 1993    | Europa/África – Grupo III Zona A          | Eslovenia  | Lusaka      | 0 – 3     |
| 1993    | Europa/África – Grupo III Zona A          | San Marino | Lusaka      | 0 – 3     |
| 1993    | Europa/África – Grupo III Zona A          | Turquía    | Lusaka      | 0 – 3     |
| 1993    | Europa/África – Grupo III Zona A          | Letonia    | Lusaka      | 0 – 3     |
| 1994    | Europa/África – Grupo III Zona B          | Chipre     | Bratislava  | 0 – 3     |
| 1994    | Europa/África – Grupo III Zona B          | Túnez      | Bratislava  | 0 – 3     |
| 1994    | Europa/África – Grupo III Zona B          | Lituania   | Bratislava  | 0 – 3     |
| 1994    | Europa/África – Grupo III Zona B          | Turquía    | Bratislava  | 0 – 3     |
| 1994    | Europa/África – Grupo III Zona B          | Sudán      | Bratislava  | 1 – 2     |
| 1995    | Europa/África – Grupo III Zona B          | Chipre     | Brazzaville | 0 – 3     |
| 1995    | Europa/África – Grupo III Zona B          | Malta      | Brazzaville | 1 – 2     |
| 1995    | Europa/África – Grupo III Zona B          | Kenia      | Brazzaville | 1 – 2     |
| 1995    | Europa/África – Grupo III Zona B          | Etiopía    | Brazzaville | 2 – 1     |
| 1996    | Europa/África – Grupo III Zona B Grupo B  | Togo       | Nairobi     | 0 – 3     |
| 1996    | Europa/África – Grupo III Zona B Grupo B  | Mónaco     | Nairobi     | 0 – 3     |
| 1996    | Europa/África – Grupo III Zona B Grupo B  | Botsuana   | Nairobi     | 0 – 3     |
| 1996    | Europa/África – Grupo III Zona B Grupo B  | Kenia      | Nairobi     | 0 – 3     |
| 1996    | Europa/África – Grupo III Zona B Grupo B  | Bulgaria   | Nairobi     | 0 – 3     |
| 1996    | Europa/África – Grupo III Zona B Grupo B  | Grecia     | Nairobi     | 0 – 3     |
| 1997    | Europa/África – Grupo IV Zona B           | Chipre     | Nicosia     | 0 – 3     |
| 1997    | Europa/África – Grupo IV Zona B           | Benín      | Nicosia     | 0 – 3     |
| 1997    | Europa/África – Grupo IV Zona B           | Túnez      | Nicosia     | 0 – 3     |
| 1997    | Europa/África – Grupo IV Zona B           | Azerbaiyán | Nicosia     | 1 – 2     |
| 1997    | Europa/África – Grupo IV Zona B           | Zambia     | Nicosia     | 0 – 3     |
| 2010    | Europa/África – Grupo III África          | Madagascar | Marrakech   | 0 – 3     |
| 2010    | Europa/África – Grupo III África          | Botsuana   | Marrakech   | 1 – 2     |
| 2010    | Europa/África – Grupo III África          | Zimbabue   | Marrakech   | 0 – 3     |
| 2010    | Europa/África – Grupo III África          | Camerún    | Marrakech   | 0 – 3     |
| 2014    | Europa/África – Grupo III África          | Zimbabue   | El Cairo    | 0 – 3     |
| 2014    | Europa/África – Grupo III África          | Madagascar | El Cairo    | 0 – 3     |
| 2014    | Europa/África – Grupo III África          | Nigeria    | El Cairo    | 0 – 3     |
| 2014    | Europa/África – Grupo III África          | Mozambique | El Cairo    | 0 – 2     |
| 2019    | Europa/África – Grupo IV África           | Ruanda     | Brazzaville | 0 – 3     |
| 2019    | Europa/África – Grupo IV África           | Uganda     | Brazzaville | 0 – 3     |
| 2019    | Europa/África – Grupo IV África           | Botsuana   | Brazzaville | 1 – 2     |
| 2020    | Grupo IV África                           | –          | –           | –         |